# Jaime Salinas Sedó
Jaime Enrique Salinas Sedó (Lima, 23 de febrero de 1936 - Washington D. C., 27 de abril del 2022) fue un general de brigada peruano, principalmente conocido por un intento de golpe de Estado en 1992 contra el presidente Alberto Fujimori, y por el cual fue condenado a ocho años de prisión.

## Biografía
Nació en la ciudad de Lima, el 23 de febrero de 1936. Era casado con Isabel López-Torres y padre de Jaime Salinas López-Torres.
Salinas Sedó eligió seguir una carrera en las fuerzas militares, realizando un "servicio brillante". Nombrado subteniente de infantería en 1959, continuó sus estudios iniciales realizados en las escuelas militares peruanas, en la Escuela de las Américas en los Estados Unidos y en la École supérieure de guerre, en Francia.
A su regreso, continuó ascendiendo en la escala castrense, y se especializó en entrenamiento militar. Se desempeñó, entre otras cosas, como director de la Escuela de Infantería, y como director de la Escuela Militar de Chorrillos. Fue elegido secretario general del Ministerio de Defensa, luego director de planificación y operaciones del ejército.
A fines de la década de 1980 y principios de la de 1990, fue nombrado general de la segunda región militar de Perú, colocando una parte significativa de las tropas de élite bajo su mando. Durante el gobierno de Alberto Fujimori, Salinas Sedó fue designado secretario general del Ministerio de Defensa, entonces miembro del Estado Mayor Conjunto de la Junta Interamericana de Defensa en Washington, mientras fue destituido de los puestos de mando operativo.

## Contragolpe del 13 de noviembre
En 1992, el general Jaime Salinas Sedó se había retirado recientemente cuando un grupo de oficiales lo contactó, descontentos con el papel que el presidente Alberto Fujimori había desempeñado para el ejército peruano durante la crisis constitucional de abril. Estos oficiales tenían como objetivo el retorno a la democracia y para ello se ampararon en el derecho a la insurrección consagrado en la Constitución de 1979 si se veía amenazada. Salinas Sedó lideró algunas reuniones para evaluar la entonces muy tensa situación política, determinar cómo obligar al presidente a hacerse a un lado a favor del vicepresidente Máximo San Román y organizar el regreso a la democracia.
Jaime Salinas Sedó y sus aliados no pretendían tomar el poder, sino restaurar el orden democrático. Este grupo de militares no logró detener a Alberto Fujimori, refugiado en el momento decisivo en la embajada japonesa. El golpe fue detectado y los sublevados fueron detenidos, torturados y condenados unos meses después por un tribunal militar. Jaime Salinas Sedó es considerado el autor intelectual de este fallido golpe de Estado.
El 14 de junio de 1995 se benefició de una ley de amnistía. Alberto Fujimori finalmente se vio obligado a dejar el poder en noviembre de 2000. En 2008, el Fiscal Especializado en Derechos Humanos, Alex Díaz Pérez, denunció las detenciones realizadas en noviembre de 1992 por Fujimori.

## El Instituto Latinoamericano de Estudios Civiles-Militares
Jaime Salinas Sedó fue fundador y presidente del Instituto Latinoamericano de Estudios Civiles-Militares, ILACIM, lugar de reflexión, intercambio y formación sobre las relaciones entre el ejército y el poder. América Latina ha sido considerada durante mucho tiempo un continente de dictadura militar. El problema para Salinas Sedó está en la educación de estos militares y en los valores que se les inculcan, pero también en la asunción de responsabilidad por parte del poder civil de las políticas de defensa y control de las Fuerzas Armadas.
Durante las elecciones parlamentarias del año 2000, Salinas fue invitado por el partido Acción Popular como candidato al Congreso de la República. Sin embargo, no resultó elegido.

## Fallecimiento
El 27 de abril del 2022, Jaime Salinas Sedó falleció a los 86 años en los Estados Unidos. La noticia fue anunciada por el exvicepresidente Máximo San Román en un programa de televisión.